# カナダカップ (アイスホッケー)

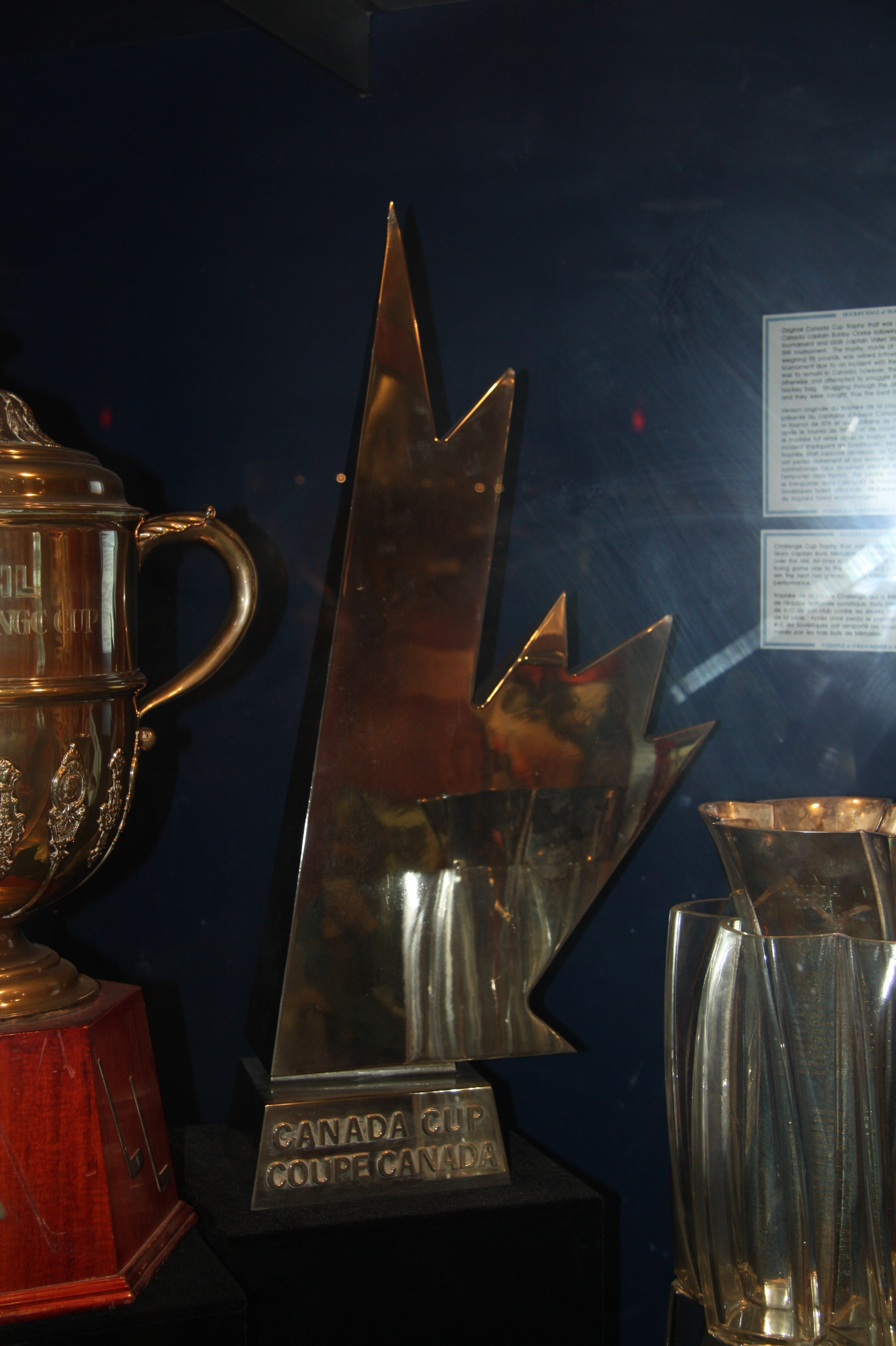
ホッケーの殿堂に展示されているカナダカップ

カナダカップ（Canada Cup）は1976年から1991年までの不定期の間に開催されていたアイスホッケー大会である。

## 歴史
NHL選手は冬季オリンピックや世界選手権に派遣されず、カナダ代表ではベストメンバーがそろえなかった。そこでホッケー・カナダとNHL選手会により1976年に第1回カナダカップを開催することで合意した。
トロフィーはメープルリーフを象っており、重さは140ポンドである。

## 歴代結果
| 年   | 優勝         | 準優勝           | MVP                        |
| ---- | ------------ | ---------------- | -------------------------- |
| 1976 | カナダ       | チェコスロバキア | ボビー・オア               |
| 1981 | ソビエト連邦 | カナダ           | ウラディスラフ・トレチャク |
| 1984 | カナダ       | スウェーデン     | ジョン・トネリ             |
| 1987 | カナダ       | ソビエト連邦     | ウェイン・グレツキー       |
| 1991 | カナダ       | アメリカ合衆国   | ビル・ランフォード         |

## その他
第1回大会では非公開で各国の選ばれたスター選手がペナルティーショット勝負を行った。